# Phoon Yew Tien
Phoon Yew Tien (Singapore, 1952) is een Singaporees componist, fluitist, dirigent en muziekpedagoog.

## Levensloop
Phoon Yew Tien studeerde aan de Nanyang Academy of Fine Arts onder andere compositie bij Leong Yoon Pin. Van 1977 tot 1979 won hij een prijs bij de National Song Writing Competition. In 1980 kreeg hij een studiebeurs van het Singapore Symphony Orchestra en kon daarmee aan het Queensland Conservatorium Griffith University, South Bank Parklands in Brisbane compositie bij Elaine Dobson, Alen Lane en Karl Vine en fluit bij David Cabbin, Geoffrey Collins en Louise Dellit studeren. Gedurende deze tijd won hij in 1980, 1981 en 1983 de Dulcie Robertson Prize voor de beste compositie. In 1984 won hij de prestigieuze Yoshiro Irino Memorial Prize for Composition van de Asian Composers League. 
Zijn werken werden door de voornaamste orkesten en solisten in Zuidoost-Azië uitgevoerd. Als componist schrijft hij werken voor traditionele Chinese orkesten, kamermuziek, Westelijke orkestmuziek. Hij bewerkte ook een aantal originele Chinese muziek voor harmonieorkesten. Phoon Yew Tien is sinds 1988 lid van de commissie van het Advisory Council on Culture and the Arts en lid van het National Arts Council Resource Panel. Verder is hij geassocieerd dirigent van het Singapore Chinese Orchestra. Van 1993 tot 1996 was hij hoofd van de afdeling muziek van de Nanyang Academy of Fine Arts war hij als docent en later als professor van 1984 tot 1999 werkte.
Phoon Yew Tien is een van de meest gespeelde en op CD's opgenomen Singaporees componist voor klassieke muziek. In zijn werken combineert hij geschikt het Chinees idioom met hedendaagse compositietechnieken en -stijlen. 

## Composities

### Werken voor orkest
- 1984 Autumn, voor strijkers, slagwerk en harp (won de Yoshiro Irino Memorial Prize van de Asian Composer's Society)
- 1984 Han Shi - gebaseerd op een gedicht van een uit de Tang Dynasty afkomstige dichter Han Hong
- 1984 Ping Diao
- 1987 Meditation of a Poet, voor kamerorkest
- 1988 Variants on "Kuan San Yue", voor kamerorkest
- 1992 Kaleidoscope, voor kamerorkest
- 1992 Concertino, voor orkest
- 1993 "Nuo" Dance uit het dans-drama «Nu Wa»
  1. Prayer
  2. "Nuo" dance
  3. Thanksgiving
- 1993 The Homing Fish - geïnspireerd door de observatie van de levenscyclus van de zalm
- 1993 Variations on "Dayung Sampan"
- 1995 Temasek Overture(Many Races , One Family), voor orkest
- 1996 Grandpa Meat Bone Tea, symfonische suite
- 1997 ASEAN Anthem
- 1999 Dialogue, voor hobo en kamerorkest
- 2000 Variants on an Ancient Tune
- 2003 Memories
- 2003 Wang Jiang Nan, in vier bewegingen, voor Yangqin en orkest
- 2006 Dynamic Display
- 2006 Guard of Honour March
- 2006 Transformation 1
- 2006 Transformation 2
- 2006 Military Display, voor gemengd koor en orkest

### Werken en Bewerkingen voor harmonieorkest
- 2002 Wang Jiang Nan, in vier bewegingen, voor Yangqin en harmonieorkest
- 2001 Yao Min: Da Di Hui Chun
- 2001 Yao Min: Qiang Wei Shu Yuan, voor koor en harmonieorkest
- 2001 Liang Yue Yin: He Jia Huan
- 2001 Jin Gang: Ai Shen De Jian
- 2001 Lin Mei: Ye Shang Hai
- 2003 Lenny Tan: The Mcpherson March

### Cantates
- 2001 Confucius - A Secular Cantata, cantate

### Muziektheater

#### Balletten
| Voltooid in | titel                | aktes  | première                                                                  | libretto                                                         | choreografie                                |
| 1985        | Tang Huang           |        | 1985, "ASEAN Arts Festival" in het "Victoria Theatre", Singapore          | naar Tan Swie Hian                                               | Lim Fei Shen                                |
| 1985        | Madhouse             | 1 akte | 1985, "Victoria Theatre", Singapore                                       |                                                                  | Goh Lay Kuan                                |
| 1986        | Xi Fang Ping         |        | 1986, "ASEAN Arts Festival" in het "Victoria Theatre", Singapore          | naar een verhaal vanuit de oude Chinese novel "Liao Zhai Zhi Yi" | Lim Fei Shen                                |
| 1988        | Nu Wa                |        | 1988, "Singapore Arts Festival 1988" in het "Victoria Theatre", Singapore | naar de Chinese mythologie «Nu Wa»                               | Goh Lay Kuan                                |
| 1990        | Dances Of Singapore  |        | 1990, Kallang Theatre, Kallang, Singapore                                 |                                                                  | Lim Fei Shen, Neela Sathiyalingam, Som Said |
| 1993        | The Homing Fish      | 1 akte | 1994, "Singapore Arts Festival 1994" in het "Victoria Theatre", Singapore |                                                                  | Goh Lay Kuan                                |
| 1999        | Meditation Of A Poet | 1 akte | 1999, Kallang Theatre, Kallang, Singapore                                 |                                                                  | Yan Chong Lian                              |

#### Chinees schouwspel
- 1984 Incidental Music for the drama "Oolah World", voor solisten, gemengd koor en traditioneel Chinees orkest - tekst: Han Yong Yuan
- 1984 Incidental Music for the drama "Door" - tekst: Han Yong Yuan
- 1985 Incidental Music for the drama "Kopi Tiam"  - tekst: Athol Fugard
- 1986 Incidental Music for the drama "Island" - tekst: Kuo Pao Kun
- 1990 Incidental Music for the drama "Lao Jiu" - tekst: Kuo Pao Kun
- 1992 Incidental Music for the drama "The Evening Climb" - tekst: Kuo Pao Kun
- 1994 Incidental Music for the drama "The Fishing Eagle" - tekst: Chan Chee Wah
- 1995 Incidental Music for the drama "Midwife's Diary" - tekst: Lin Chun Lan
- 1995 Incidental Music for the drama "Descendent Of The Eunuch Admiral" - tekst: Kuo Pao Kun
- 1996 Incidental Music for the drama "Yuan Ye" - tekst: Cao Yu
- 1998 Incidental Music and songs for the drama "Teochew Kangaroo" - tekst: Han Yong Yuan
- 1998 Incidental Music for the drama "The Spirits Play" - tekst: Kuo Pao Kun
- 1998 Incidental Music for the drama "Home" - tekst: Cao Yu
- 1999 Incidental Music and songs for the drama "Love a La Zen" - tekst: Raymond To
- 2001 Incidental Music for the drama "One Hundred Years In Waiting" - tekst: Haresh Shama, Chong Tze Chen

### Vocale muziek
- 1981 Song, voor sopraan en harp - tekst: William Blake
- 1981 The Inspector of Tides, voor sopraan en twee harpen - tekst: Micheal Dransfield
- 1987 Separation of the Newly Wed, voor sopraan, hobo, Erhu en Pipa - tekst: Dufu

### Kamermuziek
- 1980 Strijkkwartet
- 1981 Contrabaskwartet
- 1981 Woodwind Trio
- 1982 Recitative, voor fluit en harp
- 1982 Rondo, voor altviool en piano
- 1982 Rondo Capriccioso, voor klarinet en piano
- 1983 Fanfare, voor koperblazers en slagwerk
- 1983 Reminiscence, voor Erhu en piano
- 1987 Reminiscence, voor hobo en piano
- 1999 Three Cantonese Tunes, voor Huqin-kwartet
- 2000 Sextet, voor Bamboo fluit, Chinese harp en Huqin-kwartet
- 2004 Cha Lin Sui Xiang
- Four Pieces "Wang Jiang Nan"
- Variations on a transfigured theme "Rasa Sayang"

### Werken voor gitaar
- Riddles, voor gitarenkwartet

### Werken voor het televisie
- 1997 Incidental Music for the Telemovie "Granpa's Meat Bone Tea" - tekst: Kuo Pao Kun

### Werken voor traditioneel Chinees orkest
- 1982 Han Shi
- 1982 Caprice On A Folksong
- 1983 Flower of Waves
- 1984 Reminiscence of Qing Ming
- 1984 Longing
- 1984 Incidental Music for the drama "Oolah World", voor solisten, gemengd koor en traditioneel Chinees orkest
- 1984 Yedu
- 1985 Overture "Move On Singapore"
- 1986 Mourning
- 1986 Paean And Reflection
- 1989 Song of Youth
- 1989 Variations for Chinese Orchestra (Young Person's Guide to the Chinese Orchestra)
- 1990 "Song of Oolah", voor solisten, gemengd koor en traditioneel Chinees orkest
- 1990 Dances of Singapore
- 1996 Caprice On A Folksong No. 2
- 1997 Overture "Bu Bu Gao"
- 1998 Reminiscence of March
- 2000 Chun Jiao Shi Ma
- 2000 Moon Over Guan Shan, voor spreker en traditioneel Chinees orkest
- 2001 Hua Yu
- 2001 Scenes From Childhood
- 2002 "Ma Liang's Magic Brush"
- 2003 Move On Ngee Ann
- 2003 Capriccioso On A Malay Folksong "Lenggang Kangkung"
- 2003 Sunset In A Spring City
- 2003 Gua Di Feng
- 2003 Overture On A Chinese Folksong
- 2004 Rhapsody On "Di Nu Hua"
- 2004 "Jatinder's China Dream", voor Indiaanse drums en traditioneel Chinees orkest
- 2004 Chinese Music For All Seasons
- 2004 Indian Moods
- 2005 Village Pasir Panjang
- 2005 River Valley Overture
- 2005 River Valley Tone Poem